# Round Here (песня Florida Georgia Line)
«Round Here» — песня американской кантри-группы Florida Georgia Line. Она была выпущена 3 июня 2013 года лейблом Republic Nashville в качестве третьего сингла из дебютного студийного альбома Here’s to the Good Times. Песню написали Родни Клоусон, Крис Томпкинс и Томас Ретт, а спродюсировал Joey Moi. Сингл занял первое место в чарте Billboard Country Airplay и пятое место в чарте Hot Country Songs. Она также достигла 49-го места в чарте Hot 100. Песня получила 3-кратный платиновый сертификат от Американской ассоциации звукозаписывающей индустрии (RIAA).

## Композиция
Согласно нотам, опубликованным на сайте musicnotes.com, песня написана в ключе ре-бемоль мажор.

## Коммерческий успех
Песня «Round Here» дебютировала на 54-м месте в радиоэфирном чарте Billboard Country Airplay за неделю 1 июня 2013 года. Она дебютировала под номером 36 в общем кантри-чарте Billboard Hot Country Songs за неделю 22 декабря 2012 года. Также песня дебютировала на 89-м месте в общежанровом хит-параде Billboard Hot 100 и под номером 90 в канадском чарте Canadian Hot 100 за неделю 29 июня 2013 года. По состоянию на апрель 2014 года, песня была продана в США в количестве 1 143 000 копий. Песня была сертифицирована Американской ассоциацией звукозаписывающих компаний RIAA как дважды платиновая в 2015 году и трижды платиновая в 2019 году.
Песня стала третьим подряд номером 1 в чарте Country Airplay от 21 сентября 2013 года, таким образом, Florida Georgia Line стала вторым дуэтом после Brooks & Dunn, который отправил свои первые три сингла на первое место в этом чарте. За первую неделю пребывания на вершине чарта, в Топ-10 Country Airplay вошли пять песен, написанных совместно Томасом Реттом или его отцом, Реттом Экинсом, одна из которых была собственная песня первого «It Goes Like This». Дуэт исполнил песню в эпизоде телешоу WWE Raw 18 ноября 2013 года.

## Музыкальное видео
Режиссёром клипа выступил Питер Завадил, премьера состоялась в июне 2013 года. Съёмки проходили в родных городах дуэта — Ормонд-Бич (штат Флорида), и Монро, (штат Джорджия).

## Чарты
| Чарт (2013)                         | Высшая позиция |
| ----------------------------------- | -------------- |
| Канада (Billboard Canadian Hot 100) | 47             |
| Канада (Billboard Country)          | 1              |
| США (Billboard Hot 100)             | 28             |
| США (Billboard Country Airplay)     | 1              |
| США (Billboard Hot Country Songs)   | 3              |

| Чарт (2013)                      | Позиция |
| -------------------------------- | ------- |
| US Country Airplay (Billboard)   | 18      |
| US Hot Country Songs (Billboard) | 16      |

## Сертификации
| Регион                                                                      | Сертификация  | Продажи   |
| --------------------------------------------------------------------------- | ------------- | --------- |
| США (RIAA)                                                                  | 3× Платиновый | 3 000 000 |
| Данные о продажах + прослушиваниях приведены только на основе сертификации. |               |           |